# HWL Pegaz
HWL Pegaz – pierwszy polski powojenny motoszybowiec, jednomiejscowy średniopłat ze śmigłem pchającym i dwiema belkami ogonowymi, skonstruowany w wyniku rozpisanego w listopadzie 1945 roku konkursu, ogłoszonego przez Departament Lotnictwa Cywilnego Ministerstwa Komunikacji. Projekt i konstrukcję opracował doc. Tadeusz Chyliński. Dokumentację warsztatową Pegaza przygotował konstruktor przy współudziale Bronisława Żurakowskiego oraz techników-kreślarzy Feliksa Waśkiewicza i Brewińskiego. Motoszybowiec był przewidziany do szkolenia pilotów szybowcowych kat. „C” w pilotażu motorowym metodą samodzielną (bez dwusteru) oraz do treningu i uprawiania sportu lotniczego na tanim sprzęcie. Jednostkę napędową stanowił prototypowy czterocylindrowy silnik XL-GAD o poj. 984 cm³ i mocy 31 KM przy 3000 obr./min, konstrukcji inż. Stefana Gajęckiego, konstruktora silników do ślizgaczy wodnych.

## Historia

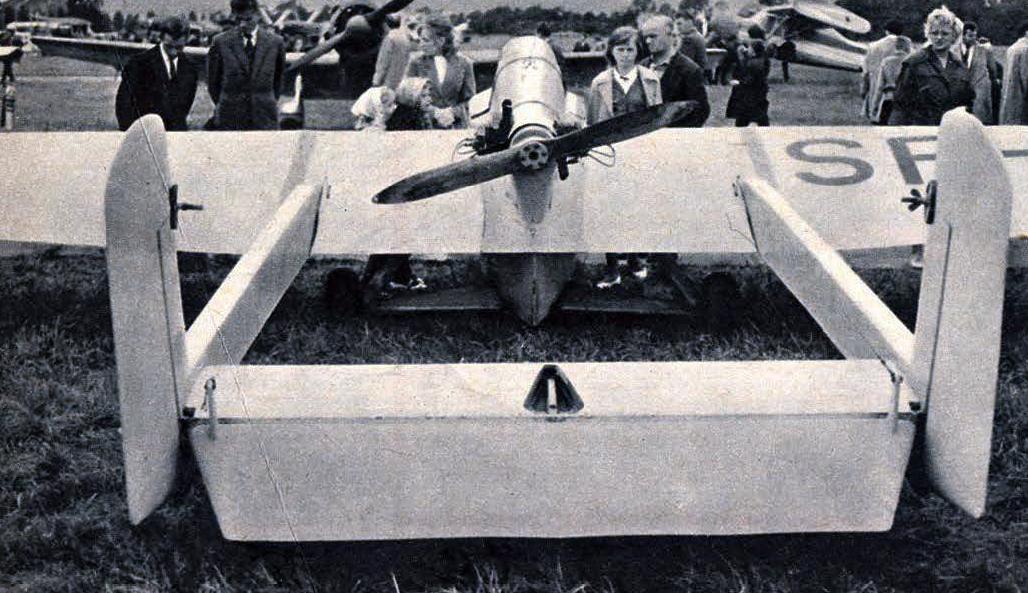
HWL Pegaz - widok od tyłu

Budowa Pegaza została rozpoczęta w Harcerskich Warsztatach Lotniczych mieszczących się w modelarni lotniczej przy ul. Łazienkowskiej w Warszawie. W 1948 roku prace przejęły Okręgowe Warsztaty Lotnicze nr 6 na Gocławiu pod kierunkiem inż. Romana Berkowskiego. Budowa motoszybowca (jednego egzemplarza do lotu i dwóch w elementach) została ukończona na wiosnę 1948 roku. Zabudowa silnika, spowodowana opóźnieniem jego budowy, nastąpiła rok później w WSK-Okęcie. Motoszybowiec bez silnika pokazywany był na wystawie z okazji Święta Lotnictwa w 1948 roku. Pegaz został oblatany 16 lipca 1949 roku przez inż. Bronisława Żurakowskiego i Jerzego Szymankiewicza. Próby fabryczne i homologacyjne były przeprowadzone w Głównym Instytucie Lotnictwa i zakończone w maju 1950 roku. W próbach w locie uczestniczyli Włodzimierz Gedymin, Wiktor Pełka, Jerzy Szymankiewicz i Bronisław Żurakowski. Pegaz trzykrotnie uczestniczył w pokazach w powietrzu z okazji Święta Lotnictwa w 1949 roku – pilot Bronisław Żurakowski, w 1950 roku – pilot W. Pełka i w 1951 roku – pilot inż. Rudolf Weigl. Planowana budowa serii 80 motoszybowców nie została zrealizowana ze względu na zmianę kierunku rozwoju polskiego lotnictwa oraz wskutek zahamowania prac nad rodzimymi konstrukcjami na polecenie ZSRR, mimo że próby państwowe Pegaz ukończył z bardzo dobrą oceną. Po nadaniu znaków rejestracyjnych SP-590 Pegaz został przekazany do eksploatacji w Aeroklubie Warszawskim, gdzie wylatał około 100 godzin pilotowany przez wielu pilotów szybowcowych. Od 12 sierpnia 1964 roku znajduje się w zbiorach Muzeum Lotnictwa Polskiego w Krakowie.

## Właściwości lotne
Pegaz podczas prób i eksploatacji okazał się bardzo bezpieczny i łatwy w pilotażu. Przy puszczonych sterach jest stateczny we wszystkich osiach. Po przeciągnięciu i puszczeniu drążka, przy pracującym silniku, wykonywał około czterech malejących zmian prędkości przechodząc do ustalonego wznoszenia 1,5 m/s z prędkością po torze 90 km/h. Również po puszczeniu drążka przy przeciągnięciu z silnikiem zdławionym, po 2–3 zmianach amplitudy prędkości przechodził do ustalonego lotu ślizgowego z prędkością 110 km/h i prędkością opadania 2 m/s. Przeciągnięty z puszczonym sterem kierunku nie wykazywał skłonności do korkociągu. Pegaz w korkociąg wchodził niechętnie. Prędkość wprowadzenia w korkociąg to 55 km/h, utrata wysokości przy jednej zwitce to ok. 75 m. Prędkość przy wyprowadzeniu – 130 km/h. Figury akrobacji podstawowej motoszybowiec wykonywał w granicach przeciążenia do 4 g. Pętlę z prędkością 125 km/h można było wykonać bez utraty wysokości, z taką samą prędkością kończył pętlę. Przy locie nurkowym z prędkością 210 km/h Pegaz zachowywał się prawidłowo.

## Opis konstrukcji
- Cechy charakterystyczne – dwubelkowy układ średniopłata ze śmigłem pchającym. Podwozie trójkołowe z przednim kółkiem sterowanym. Konstrukcja całkowicie drewniana. Jedyne części metalowe to elementy podwozia, sterownica, okucia, łoże silnika i inne drobne części.
- Kadłub kryty sklejką stanowi gondola, zawierająca kabinę osłoniętą limuzyną, silnik oraz dwie belki boczne kryte sklejką, łączące skrzydło z opierzeniem kierunku i głębokości. Przekrój gondoli kadłuba jest sześciokątny. Tablica przyrządów wyposażona jest w prędkościomierz, wysokościomierz, wariometr, busole magnetyczną, zakrętomierz, obrotomierz, wyłącznik zapłonu oraz pompkę paliwa. Ponadto w kabinie umieszczone są: dźwignia przepustnicy powietrza i dekompresora, paliwomierz i zawór paliwa. Sterowanie odbywa się za pomocą drążka i orczyka. Fotel pilota przystosowany do spadochronu plecowego.
- Skrzydło wolnonośne konstrukcji drewnianej o zmiennej grubości od 15% przy kadłubie do 11% na końcu, kryte sklejką i płótnem. Obrys skrzydła trapezowo-prostokątny z zaokrąglonymi końcami; konstrukcyjnie dzieli się na trzy części: środkową i dwie zewnętrzne części odejmowane, połączone z częścią środkową za pomocą trzech sworzni, zapewniających łatwe i szybkie zakładanie i odejmowanie skrzydeł. Część środkowa dwudźwigarowa, tworzy jedną całość z gondolą kadłuba i belkami ogonowymi. Części zewnętrzne, odejmowane, jednodźwigarowe ze skośnym dźwigarem pomocniczym. W skrzydle zastosowano profile-NACA 23015 (na centropłacie) oraz 23011 (przy końcach). Lotki szczelinowe są aerodynamicznie skompensowane, wychylenie różnicowo 30° do góry i 18° w dół, kryte płótnem. Skrzydło zaopatrzone w stałą szczelinę przy krawędzi natarcia – slot.
- Usterzenie pionowe jest podwójnie umieszczone na końcach belek. Pomiędzy nimi znajduje się usterzenie poziome. Jednodźwigarowe stateczniki, kryte sklejką. Stery na szkielecie drewnianym pokryte płótnem.
- Podwozie trójkołowe z przednim kołem sterowanym. Podwozie główne trójgoleniowe, amortyzowane sznurami gumowymi. Ogumienie kół – niskociśnieniowe. Tył gondoli kadłubowej pomiędzy kołami zabezpieczony przy dużym ugięciu podwozia płozą jesionową amortyzowaną dętką.
- Napęd stanowi prototypowy silnik XL-GAD. Jest to czterocylindrowy płaski dwusuw, chłodzony powietrzem. Dwa cylindry posiadają dekompresator, co ułatwia rozruch. Śmigło drewniane pchające o stałym skoku typu LWD o średnicy 1,42 m. Zbiornik paliwa o pojemności 30 litrów umieszczony przed silnikiem.
- Malowanie – Pegaz malowany był na kolor kremowy. Krawędź natarcia skrzydła, znaki rejestracyjne oraz strzała na kadłubie – granatowe.